# Reichs-Rundfunk-Gesellschaft
La Reichs-Rundfunk-Gesellschaft (RRG; Società radiofonica nazionale) è stata la rete nazionale tedesca delle emittenti radiofoniche regionali fra il 1925 e il 1945. Le trasmissioni della RRG coprivano tutto il territorio tedesco e furono ampiamente usate dalla propaganda nazista a partire dal 1933.

## Storia

### Le origini della radiofonia in Germania
Il primo servizio radiofonico regolare in Germania venne inaugurato il 1º settembre 1922 da Ernst Ludwig Voss del Ministero degli Esteri; si chiamava Wirtschaftsrundspruch ("Notiziario economico") e trasmetteva in onde lunghe. In accordo con Hans Bredow della Reichspost perseguì il risultato di trovare degli investitori privati per fondare delle società regionali, che organizzassero delle radio generaliste di intrattenimento (Unterhaltungsrundfunk). Vennero così fondate nove emittenti regionali, che iniziarono gradualmente ad operare:
| № | Nome                                                                           | Sede                             | Fondazione        | Proprietario                                                                         | Inizio delle trasmissioni      |
| - | ------------------------------------------------------------------------------ | -------------------------------- | ----------------- | ------------------------------------------------------------------------------------ | ------------------------------ |
| 1 | Funk-Stunde AG                                                                 | Berlino                          | 10 dicembre 1923  | Vox-Schallplatten- und Sprechmaschinen-AG                                            | 29 ottobre 1923 (400 m, 250 W) |
| 2 | Nordischer Rundfunk AG (Norag)                                                 | Amburgo                          | 16 gennaio 1924   | Friedrich Julius Christian Blonck (commerciante di cereali), Peter Kruse (banchiere) | 2 maggio 1924 (395 m, 700 W)   |
| 3 | Ostmarken Rundfunk AG (Orag)                                                   | Königsberg                       | 2 gennaio 1924    | inizialmente: Walter Zabel (commerciante elettrico); poi: Ente fiera di Königsberg   | 14 giugno 1924 (463 m, 500 W)  |
| 4 | Südwestdeutscher Rundfunk AG (SWR/Süwrag)                                      | Francoforte sul Meno             | 7 dicembre 1923   | Carl Adolf Schleussner (industriale fotografico)                                     | 1º aprile 1924 (470 m, 1500 W) |
| 5 | Westdeutsche Funkstunde AG (Wefag), dal 1927: Westdeutsche Rundfunk AG (Werag) | Münster, prima del 1927: Colonia | 15 settembre 1924 | Richard Tormin (comune di Münster), sette camere di commercio                        | 10 ottobre 1924 (407 m, 700 W) |
| 6 | Süddeutscher Rundfunk AG (Sürag)                                               | Stoccarda                        | 3 marzo 1924      | Theodor Wanner; 33 soci                                                              | 5 novembre 1924 (437 m, 250 W) |
| 7 | Deutsche Stunde in Bayern GmbH                                                 | Monaco di Baviera                | 18 settembre 1922 | Deutsche Bank München, varie imprese industriali e commerciali                       | 30 marzo 1924 (485 m, 250 W)   |
| 8 | Mitteldeutscher Rundfunk AG (Mirag)                                            | Lipsia                           | 22 ottobre 1924   | Ente fiera di Lipsia, Edgar Herfurth (editore di giornali)                           | 2 marzo 1924 (452 m?)          |
| 9 | Schlesische Funkstunde AG                                                      | Breslavia                        | 4 aprile 1924     | Otto Lummer (professore di fisica) e altri quattro membri                            | 26 maggio 1924 (416 m?)        |

Generalmente il 51% del capitale delle società e tre consiglieri d'amministrazione erano nominati rispettivamente dal Ministero delle Poste, dal Ministero degli Interni e dalla Deutsche Stunde. Inizialmente il finanziamento derivava per il 60% dal canone radiofonico; l'imposta sui ricevitori radiofonici rimase in vigore dal 1º aprile 1924 al 31 dicembre 1969 nella Repubblica federale tedesca e fino al 2 ottobre 1990 nella Repubblica democratica tedesca.

### Fondazione
Il Regolanento radiofonico del 1925 disciplinò il quadro della concessione all'esercizio radiofonico; inoltre istituì una commissione di vigilanza e consigli culturali con la partecipazione dei Länder; infine stabilì che le compagnie radiofoniche fondassero come organizzazione collettiva la Reichs-Rundfunk-Gesellschaft.
L'azienda venne fondata a Berlino il 15 maggio 1925 con un capitale iniziale di centomila Reichsmark. Dal 1926 l'azionista di maggioranza fu l'azienda statale Deutsche Reichspost
Per ricevere i programmi era obbligatorio pagare un canone radiofonico mensile di due Reichsmark. Nel 1932 c'erano quattro milioni di abbonati.

## Struttura
La programmazione era trasmessa dalle undici emittenti regionali:
- Funk-Stunde AG, Radio Berlino serviva le province prussiane di Brandeburgo, Pomerania occidentale (Stettino) e Sassonia settentrionale (Magdeburgo), nonché una parte del Meclemburgo-Schwerin e del Mecklemburgo-Strelitz[10].
- Mitteldeutscher Rundfunk AG (MIRAG), Radio Lipsia copriva il Land Sassonia, la Turingia e la parte meridionale della Sassonia prussiana (Halle)[10].
- Deutsche Stunde in Bayern GmbH, Radio Monaco trasmetteva in Baviera; ribattezzata Bayerischer Rundfunk GmbH il 1º gennaio 1931, entrò a far parte della RRG solo nel 1933[1][10].
- Südwestdeutscher Rundfunkdienst AG (SÜWRAG), Radio Francoforte operava nel Land Assia e nella provincia prussiana dell'Assia-Nassau[10].
- Nordischer Rundfunk AG (NORAG), trasmetteva da Amburgo e Brema nelle province prussiane dello Schleswig-Holstein e dell'Hannover, nonché nel Brunswick, nell'Oldemburgo e nella parte orientale del Meclemburgo-Schwerin; venne ribattezzata Norddeutscher Rundfunk GmbH nel novembre del 1932[9][10].
- Süddeutscher Rundfunk AG (SÜRAG), Radio Stoccarda copriva il Württemberg, il Baden e la provincia prussiana del Hohenzollern[10].
- Schlesische Funkstunde AG (SFAG), trasmetteva da Breslavia e da Gleiwitz verso le province prussiane della Bassa ed Alta Slesia[10].
- Ostmarken Rundfunk AG (ORAG), Radio Königsberg copriva le province prussiane della Prussia Orientale e della Pomerania orientale (Köslin), nonché la Città libera di Danzica[10]
- Westdeutsche Funkstunde AG (WEFAG), Radio Münster trasmetteva nelle provincie prussiane della Renania e della Vestfalia; nel 1926 fu ribattezzata Westdeutsche Rundfunk AG (WERAG) e la sede venne spostata a Colonia[10].
- Reichssender Saarbrücken, Radio Saarbrücken nella Saarland.
- Reichssender Wien, Radio Vienna in Austria.

## La primaDeutsche Welle

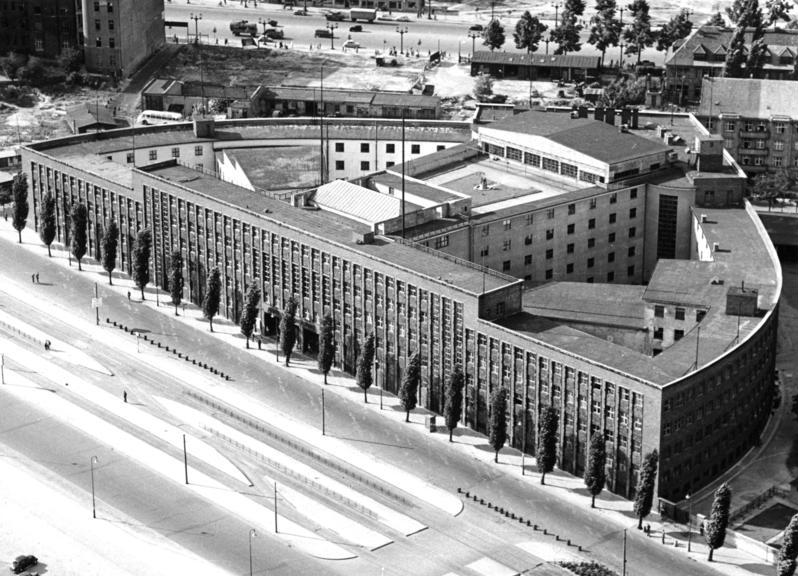
La Haus des Rundfunks a Berlino

Nell'agosto del 1924 venne fondata, in aggiunta alle emittenti regionali, la Deutsche Welle GmbH con sede a Berlino, che iniziò le trasmissioni regolari il 7 gennaio 1926. La proprietà era divisa fra la RRG (per il 70 %) e lo Stato libero di Prussia (per il restante 30 %). Per diffondere i programmi veniva utilizzato un trasmettitore a onde lunghe situato a Königs Wusterhausen, della potenza di 20 kW sulla frequenza di 231 kHz, il cui segnale poteva essere ricevuto in tutta la nazione e veniva perciò chiamato Deutschlandsender.
. La maggior parte delle trasmissioni erano programmi già trasmessi dalle emittenti regionali; in questa cornice la Deutsche Welle tendeva a promuovere programmi educativi, destinati all'intera nazione.
Dal 1931 la Deutsche Welle iniziò a trasmettere dalla Haus des Rundfunks di Berlino. Il 1º gennaio 1933 l'emittente fu ufficialmente ribattezzata Deutschlandsender GmbH.

## Sede
Il 22 gennaio 1931 venne inaugurata la Haus des Rundfunks ("Casa della Radio"), sulla Masurenallee di Berlino-Westend,  sede ufficiale della Reichs-Rundfunk-Gesellschaft. Progettata nel 1929 dall'architetto Hans Poelzig (1869-1936), fu il primo esempio al mondo di centro di produzione inserito nella sede dell'ente radiofonico, comprendeva anche un'ampia sala da concerto.
L'edificio a pianta triangolare ospitava anche la Deutsche Welle GmbH e, dal 1935 al suo spostamento nel 1937, l'emittente televisiva Fernsehsender Paul Nipkow.

## Nazionalizzazione

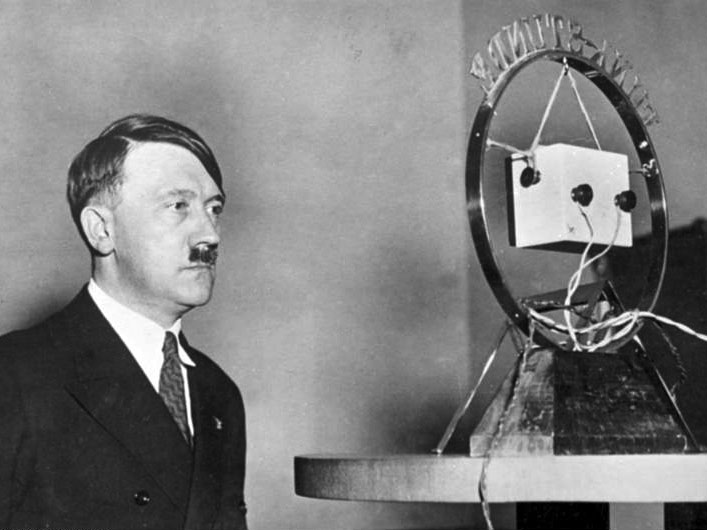
Adolf Hitler al microfono della Funk-Stunde

Nell'estate del 1932 sotto il cancellierato di Franz von Papen il governo tedesco iniziò a prendere il controllo sulle compagnie radiofoniche della RRG, raggiungendo il pieno controllo nel 1934. In questo modo le emittenti regionali divennero delle mere filiali locali della RRG. Il consiglio d'amministrazione dovettero accettare un membro che supervisionasse i programmi nominato dal Ministro degli Interni Wilhelm von Gayl.
Durante il processo di Gleichschaltung ("allineamento") che fece seghuito alla Machtergreifung ("presa del potere") nel 1933, la RRG venne nazionalizzata dal governo nazista ed utilizzata ampiamente dal Reichsministerium für Volksaufklärung und Propaganda diretto da Joseph Goebbels per imporre la programmazione radiofonica. Il 30 gennaio 1933, mentre il nuovo Ministro degli Interni Wilhelm Frick organizzava la cronaca in diretta delle parate a lume di torcia, il presidente della RRG Hans Bredow dava le dimissioni e veniva sostituito da Eugen Hadamovsky. Molti dirigenti della vecchia gestione vennero arrestati ed imprigionati. Le compagnie radiofoniche regionali furono incorporate come Reichssender con effetto dal 1º aprile 1934.
In seguito all'annessione del Territorio della Saar nel 1935, l'emittente di questa regione venne incorporata come Reichssender Saarbrücken (l'odierna Saarländischer Rundfunk). Analogamente, dopo l'Anschluss (annessione dell'Austria) nel 1938, la Radio Verkehrs AG di Vienna divenne la Reichssender Wien. Il 1º gennaio 1939 la RRG venne ribattezzata Großdeutscher Rundfunk.
Dopo l'invasione della Polonia il 1º settembre 1939, la RRG divenne uno strumento essenziale per la propaganda di guerra, in particolare lo furono il notiziario quotidiano Wehrmachtbericht ed il programma di musica a richiesta Wunschkonzert für die Wehrmacht. Dal 9 luglio 1940 in poi tutte le Reichssender trasmisero la stessa programmazione uniforme in tutta la nazione. La programmazione terminò con l'occupazione della Haus des Rundfunks da parte dell'Armata Rossa durante la Battaglia di Berlino il 2 maggio 1945.

## Ricerca tecnologica
Gli ingegneri della RRG furono artefici di importanti progressi nella tecnica della registrazione dei suoni.
Ad esempio Walter Weber, mentre lavorava per Hans Joachim von Braunmühl alla RRG, introdusse vari miglioramenti nel campo del registrazione dei suoni su nastro magnetico, il più importante dei quali fu la scoperta della polarizzazione in corrente alternata. Questa scoperta portò ad un netto miglioramento nella resa dei suoni. Altri inventori fecero la stessa scoperta del cosiddetto HF bias, sia prima che dopo, tuttavia fu l'opera di Weber a venire utilizzata più diffusamente.
Nella primavera del 1935 iniziarono le trasmissioni del Deutsche Fernseh-Rundfunk ("Radiovisione tedesca") a partire dal Fernsehsender Paul Nipkow nel quartiere di Berlin-Witzleben. Durante le Olimpiadi del 1936 venivano trasmesse otto ore quotidiane di programmi, sebbene le possibilità di ricezione si limitassero a venticinque Fernsehstuben ("sale televisive") a Berlino, un posto di ricezione a Potsdam e due a Lipsia.